# اندیس معمولان۲
معمولان۲(ML2) یک اندیس غیرفلزی است که در حوالی شهر پل دختر استان لرستان قرار دارد و مادهٔ معدنی موجود در آن، قیر طبیعی است.سنگ میزبان این اندیس سیلت و ماسه است و دیرینگی آن به دوران پالئوسن می‌رسد. 